# 라나 로즈
라나 로즈(영어: Lana Rhoades, 1996년 9월 16일 ~ )는 미국의 포르노 배우로 본명은 어매러 메이플(영어: Amara Maple)이다. 활동명은 텔레비전 드라마 《블러디 페이스: 연쇄살인마》에 나오는 주인공인 라나에서부터 따 왔다.

## 생애
로즈는 1996년 9월 16일 미국 일리노이주 시카고에서 체코 및 슬로베니아계 가정에서 태어났고 위스콘신주 부근의 맥헨리에서 자랐다. 부모님으로부터 엄격한 가르침을 받았으며, 학생 때에는 체조와 치어리딩을 했다. 고등학교를 마친 뒤에는 시카고 부근으로 이사를 하고 틸티드 킬트 펍 & 이터리 및 후터스에서 서버로 일했으며 스트리퍼로도 일했다.
로즈는 2016년 4월에 시카고에서 로스앤젤레스로 이사한 뒤 포르노 배우로 데뷔했다. 리얼리티 방송인 《더 걸스 넥스트 도어》를 보고 포르노 배우가 되겠다고 생각했다고 밝혔다. 8월에는 《펜트하우스》의 이달의 펫(Pet of the Month)으로 뽑혔고, 10월에는 《허슬러》의 표지 모델이 됐다. 2017년 1월에 XBIZ상 최우수 신인상과 AVN상 최우수 신인상을 받았다. 2018년 《포춘》은 로즈를 가장 유명한 포르노 배우 가운데 한 명으로 뽑았고, 2019년 폰허브의 조사에 따르면 로즈는 사람들이 폰허브에서 가장 많이 찾은 배우였다.
2018년 초 로즈는 포르노 배우 은퇴를 선언하고 자서전 집필과 개인 온라인 쇼핑몰 운영을 시작했는데, 2020년 1월에 트위터로 포르노 배우로 복귀한다고 알렸다.